# Edward Everett Hale
Edward Everett Hale (Boston, 3 de abril de 1822 — Roxbury, 10 de junho de 1909) foi um escritor estadunidense.

## Vida e obra
Hale nasceu em Boston em 3 de abril de 1822, filho de Nathan Hale (1784-1863), proprietário e editor do Boston Daily Advertiser, e Sarah Preston Everett. Hale era sobrinho-neto de Nathan Hale, que havia sido executado por tropas britânicas por espionagem durante a Guerra Revolucionária.
Hale começou a escrever em tenra idade. Ele primeiro estudou literatura no Harvard College e depois teologia na Harvard Divinity School. Aqui ele conheceu, entre outras, as ideias de William Ellery Channing e se voltou para o Unitarismo. Em 1842 foi admitido como ministro unitarista e em 1846 tornou-se pastor da igreja unitária em Worcester, Nova Inglaterra. Em 1852 casou-se com Emily Baldwin Perkins, sobrinha do governador de Connecticut e senador americano Roger Sherman Baldwin. Juntos, o casal teria nove filhos, incluindo a artista gráfica Ellen Day Hale e a escritora e pintora impressionista Philip Leslie Hale. Em 1856, Hale deixou a Igreja Unitária e tornou-se pastor da Igreja Congregacional do Sul em Boston; cargo que ocupou até 1899. Em 1847, Hale foi eleito membro da American Antiquarian Society.
Além de seu trabalho pastoral, Hale era mais conhecido como escritor. A partir de 1859 escreveu vários contos e tornou-se um importante representante do realismo americano. Seu trabalho mais conhecido foi The Man Without a Country, escrito em 1863 em apoio aos Estados do Norte na Guerra Civil Americana. Hale se opôs publicamente à escravidão e cuidou dos imigrantes irlandeses que chegavam ao país. Em 1865 tornou-se membro da Academia Americana de Artes e Ciências. Em 1871 seu romance moralista Ten Times One Is Ten foi publicado. Na história Hands Off, publicado em 1881 um narrador atravessa o tempo para poder mudar os acontecimentos ao longo do tempo ou, alternativamente, para poder criar linhas do tempo. Como tal, Hale também é creditado com o pioneirismo nas histórias emergentes de ficção científica e viagens no tempo.

Em 1903 tornou-se capelão do Senado dos Estados Unidos. Em 1909 Hale morreu em Roxbury, onde vivia desde 1869. Foi sepultado no Cemitério de Forest Hills. 